# Jules d'Anethan
Jules Joseph, Barão d'Anethan (Bruxelas, 23 de abril de 1803 – Bruxelas, 8 de outubro de 1888) foi um político belga e Primeiro-ministro da Bélgica de 1870 a 1871.

## Carreira
Depois de servir como ministro da Justiça e Religião, D'Anethan foi nomeado Primeiro-Ministro da Bélgica e Ministro das Relações Exteriores pelo Rei Leopoldo II em 2 de julho de 1870. Durante seu mandato, d'Anethan foi responsável por direcionar a reação belga ao Guerra Franco-Prussiana.
D'Anethan e o rei acordou um programa através do qual as reformas militares favorecidas do Rei nomeadamente a eliminação dos REMPLACEMENT (segundo o sistema, os cidadãos ricos escolhidos para o serviço militar por sorteio podiam pagar uma quantia em dinheiro, originalmente o suficiente para pagar a outra pessoa para servir em seu lugar, em vez de serem obrigados a ingressar no exército) e o alistamento seria implementado, juntamente com um acordo de não instituir reformas eleitorais. Ele serviu como ministro das Relações Exteriores e da Guerra em seu próprio governo.
D'Anethan foi obrigada a incluir em seus ministros que se opunham à abolição da REMPLACEMENT que levou a conflitos com o rei. Uma crise política após a nomeação de Pierre de Decker como governador de Limburg levou à renúncia do governo de d'Anethan.
Mais tarde, ele serviu, de 1884 a 1885, como presidente do Senado belga.